# Bedřich František z Thun-Hohensteinu
Bedřich František Josef Michael hrabě z Thun-Hohensteinu (německy Friedrich Franz Joseph Michael Graf von Thun und Hohenstein; 7. května 1810 Děčín – 24. září 1881 Děčín) byl český šlechtic, velkostatkář, politik a rakouský diplomat. Od mládí dlouhodobě působil v diplomatických službách a zastával funkce v řadě evropských zemí, nakonec byl rakouským velvyslancem v Rusku (1859–1863). Mimoto byl také poslancem českého zemského sněmu, v Čechách vlastnil velkostatek Děčín. Jeho starší syn František Antonín (1847–1916) jako významný politik získal v roce 1911 titulu knížete.

## Životopis

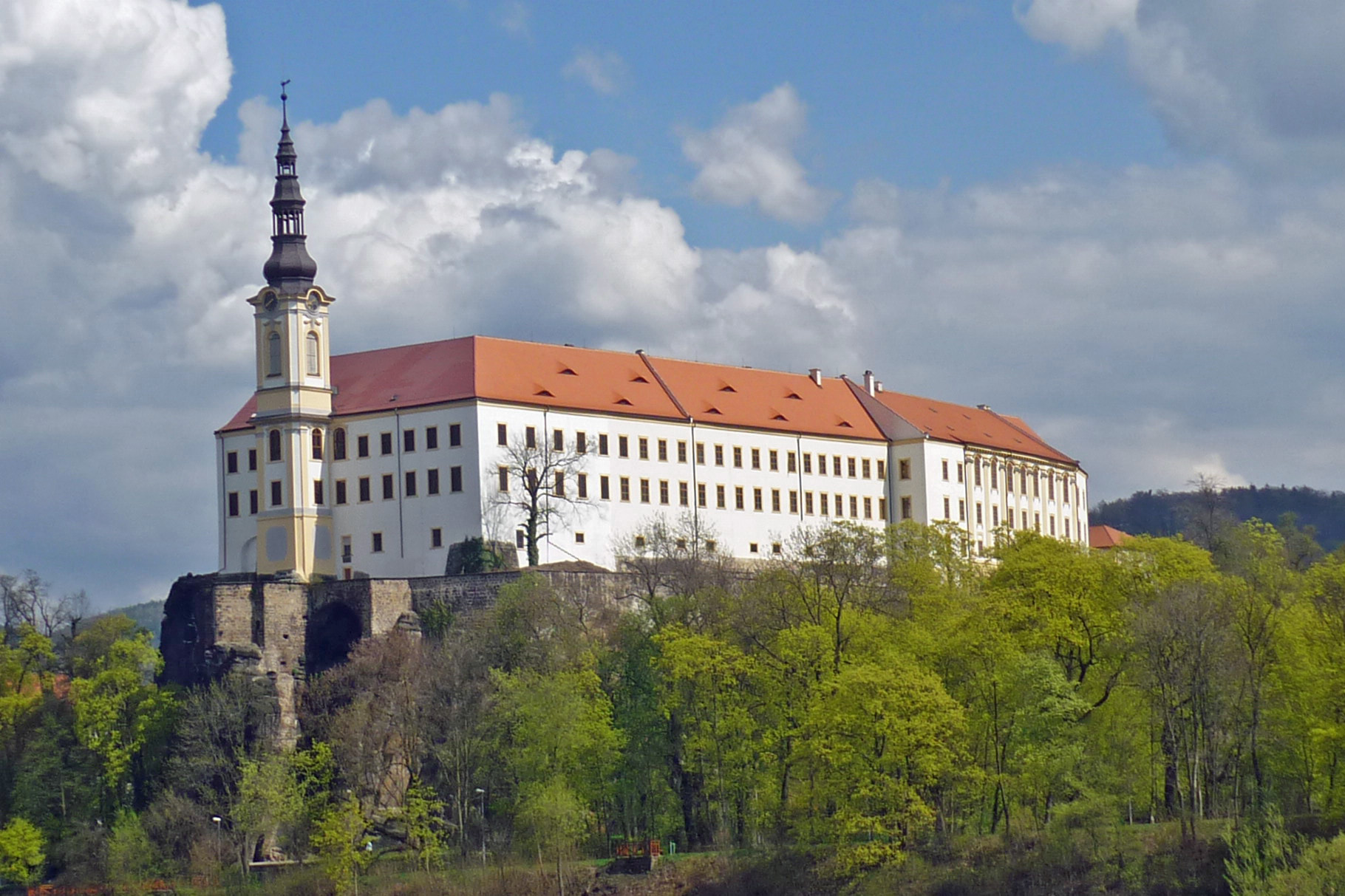
Zámek Děčín

Pocházel ze šlechtického rodu Thun-Hohensteinů, patřil k děčínské větvi a byl druhorozeným synem Františka Antonína I. z Thun-Hohensteinu (1786–1873). Po maturitě na gymnáziu studoval práva na Karlově univerzitě. V roce 1835 vstoupil do diplomatických služeb, začínal jako atašé v Haagu a vyslanecký tajemník v Turínu.  V letech 1843–1847 byl vyslancem v Turíně, následně ve Stockholmu (1847–1849) a od roku 1849 v Mnichově. V roce 1850 byl vyslancem na kongresu ve Frankfurtu nad Mohanem. Po založení Německého spolku se stal prezidentem jeho zemského sněmu. V roce 1855 sloužil v Lombardii u slavného českého vojevůdce, polního maršála Josefa Radeckého z Radče. V letech 1859–1863 působil jako vyslanec a zplnomocněný ministr v Petrohradě, v roce 1863 odešel do výslužby.
Vzhledem k morganatickému manželství staršího bratra Františka Antonína převzal v roce 1873 majetek děčínské větve Thunů (Děčín, Jílové, Bynov). Této transakci předcházela složitá rodinná jednání a Bedřich nakonec staršímu bratrovi vyplatil finanční vyrovnání ve výši 650 000 zlatých. Kromě toho vlastnil další velkostatky v Čechách, jeho majetkem byla Peruc na Lounsku a Zdíkov na Šumavě. Celkově byl vlastníkem téměř 20 000 hektarů půdy v různých částech Čech, v Praze mu patřil Thun-Hohenštejnský palác v Nerudově ulici na Malé Straně.
Jako český velkostatkář byl zvolen do Českého zemského sněmu (1866–1867 a 1870–1871). Od roku 1879 byl dědičným členem Panské sněmovny Říšské rady.

## Tituly a ocenění
Od narození užíval šlechtický titul říšský hrabě, který rodina získala v roce 1629. V roce 1840 byl jmenován c. k. komořím a jako vyslanec ve Frankfurtu obdržel v roce 1850 titul c. k. tajného rady s nárokem na oslovení Excelence. Během svého působení v diplomatických službách obdržel několik vysokých vyznamenání v Rakousku i v zahraničí.
- velkokříž Leopoldova řádu (Rakousko)
- Řád červené orlice I. třídy (Prusko)
- velkokříž Záslužného řádu bavorské koruny (Bavorsko)
- velkokříž Řádu sv. Januaria (Království Obojí Sicílie)
- Řád svatých Mořice a Lazara (Sardinie)
- Řád zlatého lva (Hesensko-Kasselsko)
- Řád Ludvíkův (Hesensko)

## Rodina
V roce 1845 se oženil s hraběnkou Leopoldinou z Lambergu (1825–1902), která byla dědičkou několika velkostatků na Moravě (Kvasice, Morkovice, Zdounky). Později se stala c. k. palácovou dámou a dámou Řádu hvězdového kříže. Z manželství pocházelo jedenáct dětí, dědicem statků v Čechách se stal starší syn František Antonín (1847–1916), který byl během své kariéry rakouským předsedou vlády (1898–1899), dvakrát místodržitelem v Čechách (1889–1896 a 1911–1915) a v roce 1911 získal titul knížete. Zemřel bez mužského potomstva, takže knížecí titul přešel na mladšího syna Jaroslava Františka (1864–1927), který původně zdědil moravské statky. Velkostatek Zdounky zdědila dcera Marie Josefína (1850–1929), provdaná Thurn-Taxisová.
- 1. Terezie (1846–1859)
- 2. František Antonín 1. kníže z Thun-Hohensteinu (2. září 1847, Děčín – 1. listopadu 1916, tamtéž), rakouský ministerský předseda 1898–1899, místodržitel v Českém království 1889–1896 a 1911–1915, nejvyšší hofmistr arcivévody Františka Ferdinanda d'Este 1896–1898, poslanec českého zemského sněmu, dědičný člen rakouské panské sněmovny, c. k. tajný rada, komoří, rytíř Řádu zlatého rouna, 1911 povýšen na knížete, majitel velkostatku Děčín, I. manž. 1874 Anna Marie princezna ze Schwarzenbergu (1. května 1854, Praha – 24. prosince 1898, Vídeň), II. manž. 1901 Arnoštka Johanna hraběnka Thun-Hohensteinová, ovdovělá Vratislavová z Mitrovic (24. listopadu 1858, Praha – 13. května 1948, Dírná)
- 3. Karolína (23. září 1848 – 1926), manž. 1868 Roman Damian kníže Sanguzsko-Lubartowicz (17. října 1832, Převorsk – 11. ledna 1917, Slavuta), ruský carský komoří, rytmistr carské gardy
- 4. Marie Josefína (6. srpna 1850, Frankfurt – 29. srpna 1929, Zdounky), majitelka velkostaku Zdounky, manž. 1872 Bedřich princ Thurn-Taxis (10. října 1839, Sárospatak – 4. července 1906, Zdounky), c. k. komoří, generálmajor
- 5. Arnoštka (12. března 1853, Berlín – 4. května 1910, Waidhofen an der Thaya), manž. 1872 Jindřich hrabě Gudenus (25. prosince 1839 – 19. března 1915), c. k. komoří, rytmistr, dědičný člen rakouské panské sněmovny, spolumajitel velkostatků Moravec a Mitrov
- 6. Vilemína (16. prosince 1855, Verona – 25. září 1935), manž. 1874 Maxmilián Emanuel hrabě Lerchenfeld-Köfering (4. února 1846, Mnichov – 30. prosince 1913, Arco), bavorský královský komoří a nadporučík
- 7. Leopoldina (21. ledna 1857, Verona – 4. července 1911, Bolzano), manž. 1877 1877 František hrabě z Ledebur-Wichelnu (16. dubna 1844, Praha – 7. října 1893, Telnice), c. k. komoří, nadporučík, majitel velkostatků Velichov a Všebořice
- 8. Eduard (1860–1885), c. k. komoří, nadporučík
- 9. Bedřich (1861–1863)
- 10. Jaroslav František 2. kníže z Thun-Hohensteinu (23. května 1864, Děčín – 5. března 1929, tamtéž), c. k. tajný rada, komoří, poslanec českého a moravského zemského sněmu, poslanec říšské rady, dědičný člen rakouské panské sněmovny, starosta v Kvasicích, majitel velkostatků Kvasice a Děčín, 1916 dědic titulu knížete, manž. 1887 Marie Pia hraběnka Chotková (11. července 1863, Berlín – 21. června 1935, Jílové)
- 11. Josefína (23. června 1867, Děčín – 13. srpna 1903, Rusko), manž. 1886 Jerzy hrabě z Hutten-Czapski (4. prosinec 1861, Minsk – 26. července 1930)